# Universidade da Malásia
A Universidade da Malásia (em malaio:  Universiti Malaya; abreviado como UM) é uma universidade pública localizada em Kuala Lumpur, capital da Malásia. É a instituição malásia de ensino superior mais antiga e mais bem classificada, de acordo com duas agências internacionais de classificação. Foi a única universidade existente no período entre a independência da Malaia e sua transformação em Malásia.